# Saline Kötzschau
Die Saline Kötzschau war eine Saline im heutigen Ortsteil Kötzschau der Stadt Leuna im Saalekreis (Sachsen-Anhalt). Sie verlief über das Gelände der heutigen Bahnhofsstraße und dem Gasthaus Zur Mühle östlich bis zum Festplatz im Wald.

## Geschichte
1333 wurden in Kötzschau salzhaltigen Quellen und 1347 eine Saline erwähnt, die in einem Krieg zwischen dem meißnischen Markgrafen Friedrich dem Ernsthaften und dem Magdeburger Erzbischof Otto niedergebrannt wurde.

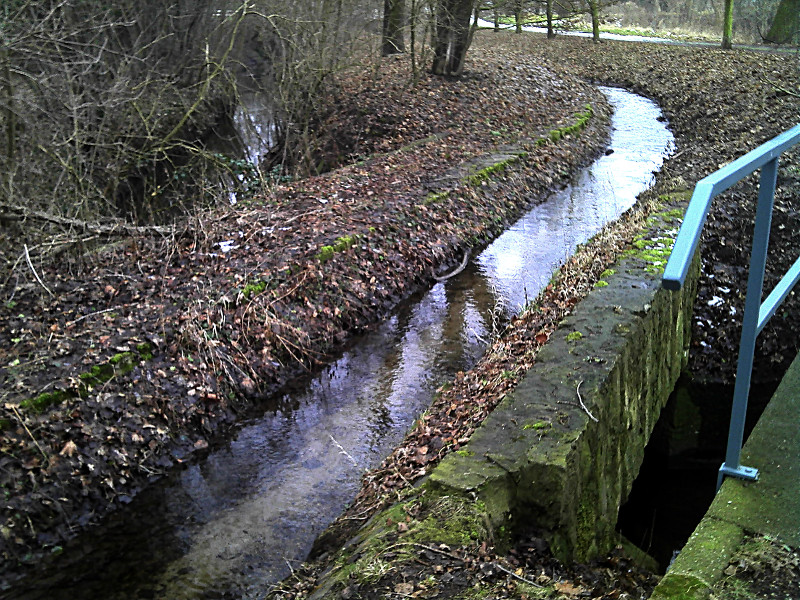
Elsterfloßgraben bei Kötzschau

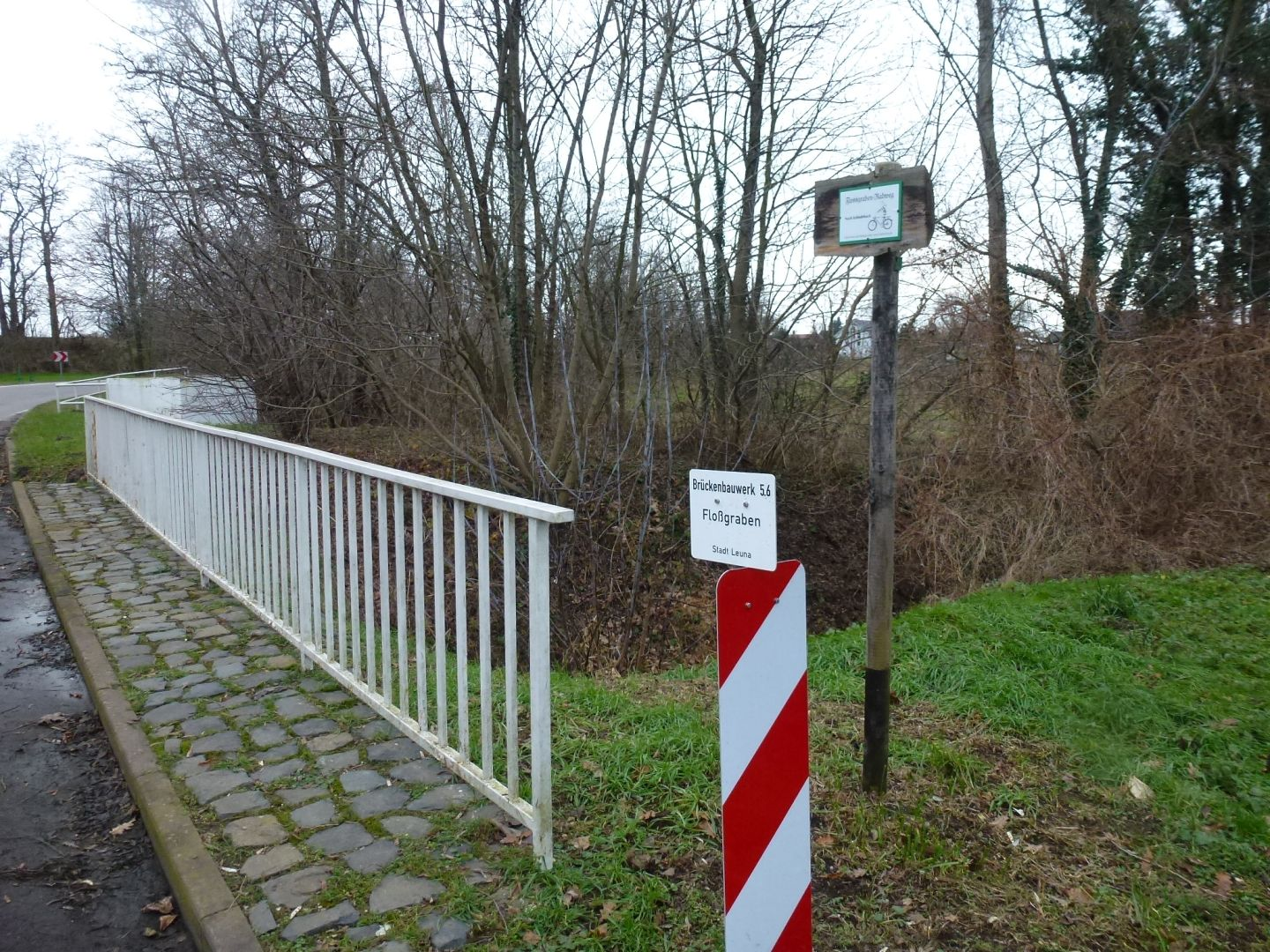
Floßgraben mit Radwegweiser in Schladebach

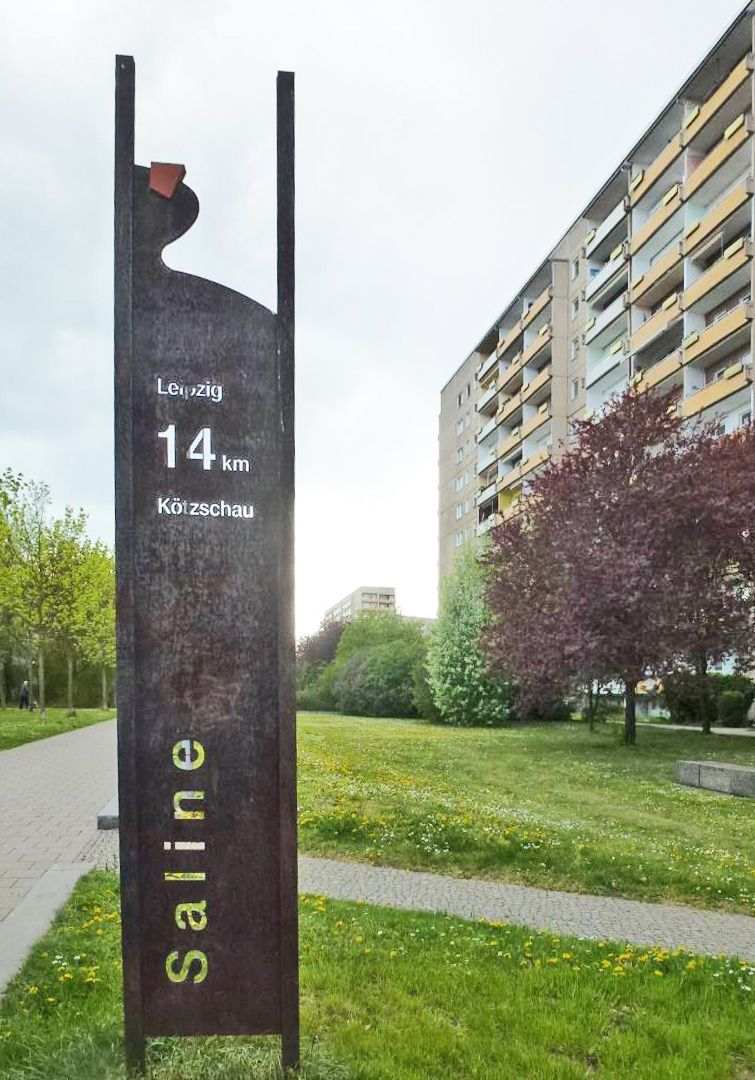
Hinweisschild zur Saline in Leipzig-Grünau

1579 veranlasste der sächsische Kurfürst den Bau des Floßgrabens zum Anflößen von Brennholz für die Saline aus dem Elstergebirge. Um 1590 war die Saline Kötzschau an den Graben angeschlossen. 1592 hielt die Landesherrschaft als Gewerke ein Drittel des Ganzen in der Hand. 1599 wurden durch Mathias Meth die ersten „Leckhäuser“ (Gradierhäuser) errichtet. Die Gradierung muss anfänglich auf Stroh erfolgt sein. Ein solches Strohgradierhaus soll östlich des heutigen Festplatzes im „Hexenwäldchen“ gestanden haben. Bis 1616 ließ der sächsische Kurfürst Johann Georg I. einen Soleschacht, Gräben sowie Gebäude neu in Kötzschau errichten. Er gab dafür 5.675 Gulden, 1 Groschen und ½ Pfennig aus.

### Zerstörung und Erneuerung
Im Verlauf des Dreißigjährigen Krieges wurde Kötzschau samt seiner Saline zerstört. Vermutlich geschah dies bei der Schlacht bei Lützen 1632. Nach dem Wiederaufbau wurde im August 1696 die Produktion erneut aufgenommen. Durch das Bergamt in Freiberg wurden 1697 beinahe alle Salinen in Sachsen verliehen. Im Jahre 1698 verkaufte Adam Friedrich von Pfuhl, bis dahin Besitzer der Saline, für 1.800 Taler seine Rechte an die Leipziger Kaufleute David Hommel und Gottfried Ernst sowie Gottfried Werner. Am 22. Januar 1702 erhielt David Hommel von Kurfürst Friedrich August I. von Sachsen ein Privilegium für die Gewerkschaft der beiden Salinen in Teuditz und Kötzschau. Dies war der Anfang des alleinigen gewerkschaftlichen Betriebes, er bestand bis zum Niedergang der beiden Salinen. Bis zum Jahre 1741 produzierten beide Salinen zwischen 15.000 und 17.000 Stück Salz zu 128 Pfund. Die Kötzschauer sowie die Teuditzer Saline waren die ersten beiden Salinen im Kurfürstentum Sachsen, die im Stande waren, einen Teil des Salzbedarfes im Kurfürstentum zu decken. In Kötzschau wurde im Februar 1785 eine neue Solquelle erschlossen. Sie lag in einer Tiefe von nur 34 Ellen. 1795 erzielten die Teilhaber der Saline Kötzschau einen Reingewinn von 3.000 Talern.
Am 23. August 1796 fand ein großes Salzjubelfest in beiden gewerkschaftlichen Salinen in Teuditz und Kötzschau statt. Anlass war das einhundertjährige ungestörte Salzsieden seit dem Dreißigjährigen Krieg. Damals waren in Kötzschau tätig:
1 Kunststeiger, 4 Siedemeister, 5 Störknechte, 1 Salzsacker, 2 Gradierwärterinnen, 9 Gradierer, einer davon gleichzeitig als Salzbote, tätig. Hinzu kamen 1 Nachtwächter, 1 Pfannenschmied, 2 Scheitfuhrmänner und 2 Formkohlenfuhrmänner. Insgesamt waren das 27 Beschäftigte.
Im 18. Jahrhundert lag die jährliche Salzproduktion bei 1.000 Tonnen. Am 21. März 1808 gründete sich die „Constitution der Gewerkschaft der Salinen Teuditz und Kötzschau“. Beide waren nun in 8 Kuxe (Anteile) geteilt und unterstanden dem Bergamt zu Freiberg. Von 1747 bis 1808 wurden 420.000 Scheffel Salz erzeugt. Seit 1811 förderte der sächsische König Friedrich August I. die Gewerkschaft. Daraufhin ließ die Salinengewerkschaft eigens für den König eine goldene Gedenkmedaille prägen. Das Originalstück befindet sich heute im Sächsischen Münzkabinett in Dresden, eine Replik in der Dauerausstellung der Heimatstube in Kötzschau. Auf der Vorderseite sind die beiden zugewandten Porträts August II. und Friedrich August I. dargestellt. Revers sind ein auf Salzkristallen stehender Salzkorb sowie zwei gekreuzte Fäustel mit brennender Fackel abgebildet. Auch ein Merkurstab, das Symbol des freien Handels, ist zu erkennen. Avers ist die Inschrift AVGVSTVS SECVNDVS 1702. FRIDERICVS AVGVSTVS 1811., Revers CORBIBVS EXTRVCTVM SAL MULTIPLICATE SALINAE und SALINAR. TEUDIZ./ET KOETZSCHAU./SOCEITAS.
Am 15. Mai 1815 fiel Kötzschau mitsamt der Saline im Rahmen des Wiener Kongresses von Sachsen an Preußen, wodurch den Salinen in Teuditz und Kötzschau der Konkurs drohte. Daraufhin tätigte die preußische Landesregierung zur Sicherung des Fortbestandes und um die neu hinzugekommenen Untertanen für sich zu gewinnen Notankäufe der stark gesunkenen Kuxe.
Im Königreich Sachsen bewilligte am 5. Oktober 1827 König Anton 75 Taler für die Anfertigung eines Windmaschinenmodells der Saline Kötzschau durch die Maschinenbauwerkstatt Halsbrücke. Das Modell zeigt in Details die Technik, mit der mittels Windkraft die Sole gehoben wurde. Es blieb erhalten und befindet sich in der Ausstellung der Bergakademie in Freiberg.

### 1846 bis 1858
Um das Jahr 1846 umfasste die Saline folgende Baulichkeiten:
1 Solbrunnen; 2 Wasserräder; 2 große Windkünste; 3 Gradierhäuser mit einer Gesamtlänge von 1.105 Fuß sowie mit (einseitiger) Gradierfläche von 31.900 Quadratfuß; 1 Kreiselrad zum Füllen der Siedepfannen, eine Dampfmaschine war seit 1797 vorhanden; 2 größere und 2 kleinere Pfannen. Der Brunnenschacht hatte eine Tiefe von 16 Metern. Von seinem Grund ging ein 266 Meter tiefes Bohrloch aus. Ferner befanden sich für 12 Arbeiterfamilien Wohnhäuser auf dem Salinengelände. Hinzu kamen noch das Haus des Salzverwalters und die so genannte Kotschenke, ein Wirtshaus.
Die Dampfmaschine soll die erste im Kurfürstentum Sachsen gewesen sein. Im Jahr 1846 fand wiederum ein Gedenkfest anlässlich des 150-jährigen ungestörten Salzsiedens statt. Die Siedepfannen wurden früher mit dem geflößten Holz aus dem Elstergebirge gefeuert. Später stellte man aber auf Kohlefeuerung um. Die Braunkohle konnte man ab 1857 günstig von der Grube der Sächsisch-Thüringischen Braunkohlenverwertungs-Gesellschaft in Rampitz beziehen.
Die Saline galt auch stets als ein eigenständiger nach Kötzschau hin eingepfarrter Ort mit eigener Gerichtsbarkeit. In Kriegs- und Notzeiten galt sie für die Bevölkerung auch als Zufluchtsstätte.
Während der schwedischen Besatzung von Kursachsen 1706–1707 weilte Marlborough hier als Gast. Ludwig XIV. hatte ihn entsandt, um die politischen Absichten des Schwedenkönigs Karl XII. in seinem Hauptquartier im Altranstädter Schloss im Zusammenhang mit dem Spanischen Erbfolgekrieg zu erkunden.
Die Saline verhalf dem Ort zu einer Bahnstation. Als im Jahre 1855 mit dem Bau der Eisenbahn Leipzig–Großkorbetha begonnen wurde, baute man ihretwegen auf Rampitzer Flur einen Bahnhof. Weil die Saline Ursache seiner Errichtung war, erhielt er den Stationsnamen Kötschau. Als Kuriosum ohne z geschrieben, was übrigens bis 1933 offiziell so blieb.

### Stilllegung
Seit ab 1859 der preußische Staat maßgeblich unter Minister von der Haydt die Stilllegung der kleineren Salzwerke vorantrieb, kaufte der Fiskus alle restlichen Kuxe der Saline Kötzschau auf. Die Gemeinde Kötzschau richtete daraufhin eine Petition an den preußischen Prinzregenten und späteren Kaiser Wilhelm I. Sie wurde abgelehnt, hatte aber Übergangsregelungen zur Folge. Im Jahre 1861 wurde die Saline Kötzschau endgültig geschlossen. Die Gemeinde erhielt 9 Morgen vom Nordteil des Salinengeländes. Alles Übrige, wie Salzverwalterwohnung, Steigerhaus sowie die Wasserkraft des Floßgrabens kaufte das Rittergut Kötzschau unter Julius III. Graf von Zech-Burkersroda. Später wurden sämtliche Gebäude abgebrochen. Noch in den 1920er Jahren war aber das ehemalige Trinkwasserbecken vorhanden, was aus frühen Luftbildaufnahmen hervorgeht. Der alte Aschenberg wurde 1948 eingeebnet. Erst 1951 schüttete man den ehemaligen Eiskeller zu. In den 1950er Jahren fertigte der ortsansässige Bildhauer Ottomar Schmidt, an seiner Grundstücksmauer ein Wandrelief der Saline, das heute sehr verwittert ist. In der 1883/84 von Pfarrer Franz Oskar Pfeil geschriebenen Chronik sind noch Lagepläne enthalten. In der Heimatstube Kötzschau befindet sich ein 1873 von H. Fintzsch geschaffenes Aquarell mit der Ansicht der Saline, es wurde allerdings im Jahre 1871 aus der Erinnerung gezeichnet und soll nicht mit den katasteramtlichen Grundrissen übereinstimmen.
Neben dem Gradierwerksmodell zeigt die Bergakademie Freiberg auch ein Modell des Soleschachtes sowie einige Werkzeuge der Saline Kötzschau. Durch spätere Geländeaufschüttungen hat sich der alte Standort der Saline zum Teil stark verändert. Heute findet alljährlich auf einem Teil des ehemaligen Salinengeländes das Kötzschauer Heimatfest statt.

## Sonstiges
Im rund 30 Kilometer entfernten Leipzig gibt es eine Alte Salzstraße, die an die Salztransporte von den Salinen Kötzschau und Teuditz erinnern soll. Eine Verbindung auf kurzem Wege (entlang der historischen Strecke) ist außerhalb von Leipzig zum heutigen Zeitpunkt (2021) aber nicht verfügbar.